# Edmonson (Teksas)
Edmonson je gradić u američkoj saveznoj državi Teksas. Prema popisu stanovništva iz 2010. u njemu je živjelo 111 stanovnika.